# Орден Доблести (Камерун)
Орден Доблести (фр. Ordre de la Valeur) — высшая государственная награда Камеруна.

## История
Орден Доблести был учреждён в 1957 года для поощрения граждан за заслуги перед государством.
Поскольку орден Доблести является высшей государственной наградой, то степень Большой ленты вручается главам иностранных государств в соответствии с дипломатическим протоколом в знак дружбы между странами.
В 1961 и 1972 годах была проведена реформа ордена.
30 ноября 1972 года был принят закон № 72/24, который регулирует наградную систему Камеруна, в том числе:
- орден Доблести
- орден Камерунских заслуг
- орден Сельскохозяйственных заслуг
- орден Спортивных заслуг

## Степени
Орден имеет семь степеней:
- Кавалер Большой ленты
- Кавалер Большой цепи
- Кавалер Большого креста
- Великий офицер
- Командор
- Офицер
- Рыцарь

## Описание
Знак ордена представляет собой золотую пятиконечную звезду белой эмали с шариками на концах, в которые вставлены полированные рубины. В центре золотой медальон с каймой, в котором изображен треугольник вершиной вверх, сопровождаемый по сторонам двумя пятиконечными звездами (с 1972 года звезда одна, над вершиной треугольника), в центр которых также вставлены полированные рубины. Под треугольником год: изначально «1957», в дальнейшем изменённый на «1961» и «1972». На кайме вверху — надпись: изначально «ETAT DU CAMEROUN», в дальнейшем изменявшаяся в соответствии с изменениями официального именования государства; внизу — точка.
Реверс знака матированный с медальоном в центре. В медальоне контур карты Камеруна. На кайме помещён государственный девиз на французском языке: «PAIX • TRAVAIL • PATRIE».
Знак при помощи переходного звена в виде золотого венка, состоящего их двух оливковых ветвей с плодами, крепится к орденской ленте.
Звезда ордена пятиконечная, состоящая из множества лучиков, перемежаясь, имеющих вид двугранных лучей, и состоящих из множества шариков. На звезду наложен знак ордена.
Лента ордена до 1972 года — из трёх равновеликих полос цветов государственного флага, с 1972 года — красная.